# Hulkbusters
 (juin 2015).
Le contenu est difficilement compréhensible vu les erreurs de traduction, qui sont peut-être dues à l'utilisation d'un logiciel de traduction automatique.
 (juin 2015).
"Hulkbusters" est le nom de trois organisations de fiction qui sont apparues dans diverses séries de comic books publiés par Marvel Comics. Les trois groupes existent dans l'univers partagé de Marvel connu comme l'Univers de Marvel et sont appelés ainsi parce qu'ils essaient de combattre Hulk.
 

## Histoire fictionnelle

### Les "Hulkbusters" de l'armée américaine
À l'origine, les "Hulkbusters" désignaient une force de combat importante composé de personnel de l'armée de terre et de l'armée de l'air des États-Unis, dont le but principal était de capturer ou, si nécessaire, de détruire le "Hulk". Leur quartier général était la Base des "Hulkbusters" au Nouveau-Mexique, en forme de signe de la paix (connue aussi sous le nom de Base Gamma), après qu'elle eut été partiellement détruite par le "Hulk". Ils étaient commandés par le général "thunderbolt" Ross, le Général Ryker et le Major Glenn Talbot. Par la suite, la Base "Hulkbusters" a été démolie par les "U-Foes". Après que Bruce Banner, l'alter ego de Hulk, eut atteint un état dans lequel son intelligence habituelle et sa personnalité gardaient une position dominante bien que présentant la forme de Hulk, il avait reçu le pardon présidentiel et les "Hulkbusters" avaient été dissous.
Pendant que se déroulaient ces opérations, Clay Quartermain était l'agent de liaison S.H.I.E.L.D. de l'opération "Hulkbuster". 
La Base Gamma Base, localisée dans la Vallée de la Mort, au Névada, est spécialisée dans la capture et le traitement de l' "Incroyable Hulk".
À l'origine, la Base Gamma était dans le Projet Greenskin la "Base Hulkbuster" et était la base des "Hulkbusters". Le gouvernement des États-Unis l'avait fermée et elle fut rouverte pour le Projet "Hulkbuster" de Bruce Banner. Quand ce groupe éclata, elle fut fermée à nouveau. Elle fut rouverte une nouvelle fois pour l'opération "Zéro Tolérance".

### Les "Hulkbusters" de Banner
Après que le hulk fut revenu à sa personnalité bestiale, il fut capturé par Samson. Samson persuada le gouvernement de financer et reconstruire la Base Gamma. C'est là que Samson réussit à séparer Banner et le Hulk en deux personnes différentes, bien que le Hulk ait réussi à s'échapper. Banner fut nommé leader de la nouvelle équipe "Hulbusters", apparue pour la première fois dans Incredible Hulk #317, créé par Byrne (mars 1986). 